# Born to Try
Born to Try is een single geschreven door Delta Goodrem en Audius Mtawarira en geproduceerd door Ric Wake. Het was de eerste single van haar debuutalbum Innocent Eyes. Born to Try wordt gezien als Delta's debuutsingle maar in 2001 bracht ze de single I Don't Care uit maar bleek geen succes te zijn, vergeleken met Born to Try.

## Compositie en inspiratie

### Schrijven
Goodrem die de rol van Nina Tucker in de Australische soapserie Neighbours speelde, zong het liedje voor het eerst tijdens de soap. Haar karakter probeerde ook door te breken als artiest, net als Goodrem zelf. Na de mislukte single I Don't Care besloot Goodrem een andere weg in te slaan en haar eigen geschreven muziek te promoten. Born to Try is daar het omslagpunt van.

### Video
De videoclip voor Born to Try werd geschoten in Helsinki, Finland. Goodrem spendeerde twee dagen daar om de video op te nemen. Ze is te zien aan de oever van een rivier, op een berg en op een flatgebouw waarvan ze het liedje zingt. De beelden daarom heen figureren mensen met hun problemen.

## Hitlijsten uitleg
De pianoballad bewees een succes te zijn en debuteerde op de derde plaats in de Australische hitparade maar Born to Try bereikte te hoogste positie enkele weken later. Dit was Goodrems eerste nummer 1-hit. Het bleef in de top vijf voor drie maanden en verkocht meer dan 210.000 keer waardoor het driemaal platina werd en het de hoogst verkochte single in Australië werd in 2002. Daarom kreeg het lied de felbegeerde ARIA award (vergelijkbaar met de Amerikaanse Grammy Award en de Nederlandse Edison Award) voor bestverkochte single van 2002. In het Verenigd Koninkrijk bereikte Born to Try de derde positie, in Nieuw-Zeeland de eerste en in Nederland de vijftiende plaats.

## Titellijst
Australische single
1. "Born to Try" — 4:13
2. "Born to Try" (Graham Stack-remix) — 4:14
3. "Born to Try" (originele demo) — 4:14

VK single 1
1. "Born to Try"
2. "Born to Try" (demoversie)
3. "In My Own Time"

VK single 2
1. "Born to Try"
2. "Born to Try" (Mash Master-mix)
3. "Longer"
4. "Born to Try" (muziekvideo)

Officiële mixes
1. "Born to Try" (demoversie)
2. "Born to Try" (Graham Stack-remix)
3. "Born to Try" (Mash Club-mix)
4. "Born to Try" (Mash Master-mix)
5. "Born to Try" (Mash radio-edit)
6. "Born to Try" (VS-mix)

## Hitlijsten
| Hitlijst (2002/2003)        | Hoogste positie |
| --------------------------- | --------------- |
| Australië Singles Chart     | 1               |
| Duitsland Singles Chart     | 61              |
| Ierland Singles Chart       | 13              |
| Nederland Singles Chart     | 15              |
| Nieuw-Zeeland Singles Chart | 1               |
| UK Singles Chart            | 3               |
| Zwitserland Singles Chart   | 58              |